# On se retrouvera (chanson)
Singles de Francis Lalanne
Monsieur Pouvoir
(1986) Toujours à l'air libre
(1987)
On se retrouvera est une chanson du chanteur français Francis Lalanne, parue sur la bande originale du film Le Passage de 1986, dont elle est la chanson principale. Elle est sortie en single en décembre 1986 sur le label EMI. Il s'agit du plus grand succès du chanteur, se classant à la première place des ventes de singles en 1987 et ayant été certifié disque de platine en France.

## Contexte et sortie
Elle est écrite par Francis Lalanne, sur une musique de son frère Jean-Félix Lalanne. La chanson traite de la disparition d'un être cher. Pour les paroles, Francis Lalanne se souvient de son défunt parrain qui l'a élevé et qui lui a transmis son amour de la lecture et de la poésie. Elle sort en 45 tours en décembre 1986 et se classe à la première place du Top 50 dès février 1987, devenant le plus grand succès et une chanson phare du chanteur,.

## Accueil commercial
On se retrouvera débute à la 40e place du Top 50 le 10 janvier 1987, est entré dans les dix premières places du classement à sa quatrième semaine en y restant pendant 16 semaines. Elle atteint la première place le 28 février, se maintient à cette position pendant six semaines consécutives et quitte le classement après 26 semaines de présence au total. Elle obtient un disque de platine, remis par le Syndicat national de l'édition phonographique.
Dans le classement European Hot 100 Singles, le titre a débuté à la 95e place le 24 janvier 1988 et atteint la 20e place au cours de sa huitième semaine. Il reste dans ce classement pendant 24 semaines au total.

## Liste des titres
| A. | On se retrouvera | 2:40 |
| B. | La Vie éternelle | 2:18 |

## Crédits
- Francis Lalanne – chant, paroles
- Jean-Félix Lalanne – musique, production
- Didier Mauvetu – claviers
- Michel Olivier – ingénieur du son

Crédits adaptés des notes d'accompagnement.

## Classements et certifications
| Classement (1987)         | Meilleure position |
| ------------------------- | ------------------ |
| Europe (European Hot 100) | 20                 |
| France (SNEP)             | 1                  |

| Classement (1987) | Position |
| ----------------- | -------- |
| France (SNEP)     | 4        |

### Certification
| Pays                                                             | Certification | Ventes certifiées |
| ---------------------------------------------------------------- | ------------- | ----------------- |
| France (SNEP)                                                    | Platine       | 800 000*          |
| *Ventes selon la certification xNon précisé par la certification |               |                   |

## Reprises
Elle a été reprise par Lara Fabian et Yoann Fréget en 2014 sur la compilation Les Enfants du Top 50.